# یواس‌اس سیتوس (ای‌کی-۷۷)
یواس‌اس سیتوس (اِی‌کی-۷۷) (به انگلیسی: USS Cetus (AK-77)) یک کشتی بود که طول آن ۴۴۱ فوت ۶ اینچ (۱۳۴٫۵۷ متر) بود. این کشتی در سال ۱۹۴۲ ساخته شد.